# Eddie Hapgood
Edris Albert „Eddie“ Hapgood (* 24. September 1908 in Bristol; † 20. April 1973 in Leamington Spa) war ein englischer Fußballspieler und -trainer. Er war in den 1930ern langjähriger Mannschaftskapitän des FC Arsenal und der englischen Nationalmannschaft.

## Sportlicher Werdegang
Der linke Verteidiger begann seine Karriere im Amateurbereich und arbeitete parallel als Milchmann, bevor er sich dann dem Verein Kettering Town anschloss, wo ihm aufgrund von guten Leistungen der Durchbruch gelang.
Im Oktober 1927 verpflichtete ihn der legendäre Trainer des FC Arsenal, Herbert Chapman, für eine Ablösesumme von 950 Pfund. Bei Arsenal war er Bestandteil einer äußerst erfolgreichen Mannschaft, die in der Zeit zwischen 1931 und 1938 fünf englische Meisterschaften und zwei FA-Cup-Trophäen gewann. Hapgood spielte dabei in insgesamt 440 Partien und war einer der wenigen Abwehrspieler, die ein Duell mit Stanley Matthews auf dem Spielfeld erfolgreich gestalten konnten.
Hapgood spielte zwischen 1933 und 1939 in 30 Länderspielen für die englische Nationalmannschaft und war dabei in 21 Partien Mannschaftskapitän. Dabei nahm er an dem berüchtigten Battle of Highbury teil, als England in einem überhart geführten Spiel gegen den damals aktuellen Weltmeister aus Italien mit 3:2 gewann, wobei das italienische Team nahezu das gesamte Spiel mit nur 10 Akteuren bestritt. Hapgood selbst brach sich dabei die Nase.
In seinem nach eigener Aussage dunkelsten Kapitel spielte er am 14. Mai 1938 in Berlin gegen Deutschland und beteiligte sich vor dem Spiel, das sein Team mit 6:3 gewann, an einem kollektiven Hitlergruß der englischen Mannschaft.
Der Zweite Weltkrieg beendete dann Hapgoods Karriere. Er betreute danach als Trainer nacheinander die Vereine Blackburn Rovers, den FC Watford und Bath City und verabschiedete sich dann vollständig vom Fußballsport.
Hapgood war danach Besitzer einer Jugendherberge für die christliche Nachwuchsvereinigung YMCA in Harwell/Berkshire und anschließend in Weymouth/Dorset.
Er starb an Karfreitag 1973 im Alter von 64 Jahren in Leamington Spa, während er einer Sportveranstaltung beiwohnte, und wurde in Leamington Spa im Brunswick Street Cemetery beerdigt.

## Erfolge
- Englischer Meister: 1930/31, 1932/33, 1933/34, 1934/35, 1937/38
- FA-Cup-Sieger: 1929/30, 1935/36